# División de Honor de bádminton 2015-16
La temporada 2015/16 fue la 29.ª edición de la División de Honor de bádminton en España, máxima categoría de este deporte en el país. Fue organizada por la Federación Española de Bádminton. La disputaron 8 equipos. La temporada regular comenzó el 12 de septiembre de 2015 y finalizó el 12 de marzo de 2016. El campeón fue el Recreativo de Huelva-IES La Orden, que se adjudicó su tercer título.

## Equipos participantes
| Equipo                     | Ciudad        | Recinto                                   |
| -------------------------- | ------------- | ----------------------------------------- |
| CB IES La Orden            | Huelva        | Polideportivo Andrés Estrada              |
| Club Bádminton Rinconada   | La Rinconada  | Pabellón Fernando Martín                  |
| Club Bádminton Oviedo      | Oviedo        | Polideportivo Corredoria Arena            |
| Club Badminton Pitiús      | Ibiza         | Polideportivo Insular Blancadona          |
| Club Bádminton Benalmádena | Benalmádena   | Polideportivo Arroyo de la Miel           |
| CB Tecnun                  | San Sebastián | Polideportivo de la Escuela de Ingenieros |
| AE Granollers              | Granollers    | Pavelló Municipal del Congost             |
| Club Bádminton Alicante    | Alicante      | Pabellón Pedro Ferrándiz                  |

## Clasificación
| N. | Equipo                            | Puntos | Jugados | Victorias | Empates | Perdidos | Partidos | Juegos  | Puntos    |
| -- | --------------------------------- | ------ | ------- | --------- | ------- | -------- | -------- | ------- | --------- |
| 1  | Recreativo de Huelva-IES La Orden | 39     | 14      | 13        | 0       | 1        | 72-26    | 151-66  | 4156-3434 |
| 2  | Soderinsa Rinconada               | 30     | 14      | 10        | 0       | 4        | 67-31    | 145-76  | 4161-3515 |
| 3  | CB Oviedo                         | 27     | 14      | 9         | 0       | 5        | 63-35    | 141-81  | 4163-3560 |
| 4  | CB Pitiús                         | 21     | 14      | 7         | 0       | 7        | 52-46    | 119-107 | 4062-3969 |
| 5  | CB Benalmádena                    | 21     | 14      | 7         | 0       | 7        | 46-52    | 100-119 | 3788-3857 |
| 6  | CB Tecnun                         | 18     | 14      | 6         | 0       | 8        | 46-52    | 105-118 | 3851-3938 |
| 7  | AE Granollers                     | 12     | 14      | 4         | 0       | 10       | 36-62    | 85-132  | 3559-4058 |
| 8  | CB Alicante                       | 0      | 14      | 0         | 0       | 14       | 10-88    | 33-180  | 2941-4350 |